# Winnipeg Symphony Orchestra
La Winnipeg Symphony Orchestra (WSO) è un'orchestra canadese con sede a Winnipeg, Manitoba. La sua principale sede di concerti è la Centennial Concert Hall e l'orchestra si esibisce anche in tutta la provincia di Manitoba. La WSO offre una media di 80 concerti all'anno. Fornisce anche l'accompagnamento orchestrale al Royal Winnipeg Ballet ed alla Manitoba Opera. L'attuale direttore esecutivo dell'orchestra è Trudy Schroeder, dal luglio 2008.
Fondato nel 1947, la WSO dette il suo primo concerto il 16 dicembre 1948 nell'auditorium civico. Walter Kaufmann fu il primo direttore musicale della WSO, dal 1948 al 1958. Victor Feldbrill, l'unico direttore musicale canadese della WSO subentrò a Kaufmann nel 1958. La WSO inizialmente si esibì all'Auditorium civico fino all'aprile 1968, quando la WSO si trasferì nella attuale sede, la Centennial Concert Hall da 2.300 posti. Nel 1992 l'allora direttore musicale Bramwell Tovey e il compositore residente della WSO Glenn Buhr, insieme ad altri, crearono il New Music Festival della WSO. Nella stagione 2011-2012, la WSO avviò il programma "Sistema Winnipeg", modellato sul Venezuela El Sistema, per impartire un'educazione musicale ai bambini svantaggiati di Winnipeg.
Andrey Boreyko fu direttore musicale della WSO dal 2001 al 2006. Durante il suo incarico, i musicisti hanno subito un blocco del lavoro nel dicembre 2001 e le dimissioni in massa dell'orchestra nell'inverno del 2003. I musicisti si sono tagliati il 20% dello stipendio e Boreyko donò una parte del suo all'Orchestra durante la tribolata stagione finanziaria 2002-2003. I musicisti dell'orchestra hanno subito un ulteriore taglio dello stipendio nella stagione 2003-2004. L'orchestra rimborsò il debito accumulato nel settembre 2005. Nella sua ultima stagione come direttore musicale, Boreyko ha diretto 6 settimane di concerti, in confronto alle 12 della stagione precedente. Nel complesso Boreyko ricevette lodi per la sua musicalità, ma anche critiche per la mancanza di sensibilizzazione della comunità e non ha rispettato l'intenzione di stabilire la residenza a Winnipeg.
Nel febbraio 2006 Alexander Mickelthwate fu nominato ottavo direttore musicale della WSO. Ha assunto la carica nel settembre 2006, con un contratto iniziale di 3 anni. Nel dicembre 2008, Mickelthwate ha esteso il suo contratto con l'orchestra fino alla stagione 2012. Il suo contratto con la Winnipeg fu ulteriormente esteso fino alla stagione 2015-2016. Nel maggio 2017 l'orchestra ha annunciato che Mickelthwate concluderà la sua direzione musicale dell'orchestra dopo la chiusura della stagione 2017-2018.

## Discografia
- The Winnipeg Symphony Orchestra (1977)
- Kunzel on Broadway (1985)
- Songs of paradise / Chants du paradis (1988)
- Mozartiana (1993)
- Collage (1994)
- Music for Violin and Orchestra (1998)
- Lark Ascending (1998)
- Songs of Paradise (1998)
- Winter Poems (1999)
- Symphony no. 9 (2006)
- I believe: a Holocaust Oratorio for Today (2009)

## Direttori musicali
- Walter Kaufmann (1948–1958)
- Victor Feldbrill (1958–1968)
- George Cleve (1968–1970)
- Piero Gamba (1971–1980)
- Kazuhiro Koizumi (1983–1988)
- Bramwell Tovey (1989–2001)
- Andrey Boreyko (2001–2006)
- Alexander Mickelthwate (2006–attuale)